# Bibliografia do papa Leão XIV
Antes de ascender ao papado como Papa Leão XIV, Robert Prevost contribuiu para jornais e livros sob seu nome de nascimento. Seu livro, Regra e Constituições da Ordem de Santo Agostinho, foi publicado em 2002.

## Antes do papado

### Tese
- The office and authority of the local Prior in the Order of Saint Augustine (JCD)[1]

### Livros
- Rule and Constitutions of the Order of Saint Augustine. Pennsylvania: Augustinian Historical Institute, Villanova University. 2002[2]

#### Capítulos individuais
- van Bavel, Tarsicius J., ed. (2007). «Saint Augustin, une présentation». Saint Augustin (em francês). [S.l.]: Mercatorfonds. ISBN 978-90-6153-732-8
- Delle Foglie, Anna (2011). «Introduzione». La cappella Caracciolo del Sole a San Giovanni a Carbonara (em italiano). [S.l.]: Jaca Book. ISBN 978-88-16-41107-4
- Mariń de San Martiń, Luis, ed. (2012). «Conclusion». La ripresa dell'ordine: gli agostiniani tra 1850-1920 : Congresso dell'Istituto storico Agostiniano, Roma 15-19 ottobre 2012 (em italiano). [S.l.]: Institutum historicum Augustinianum

### Artigos de periódicos
- «The Office and Authority of the Local Augustinian Prior 4. The munus docendi». Augustinian heritage. 33: 187-200. 1987. ISSN 0888-2274
- «Grußwort des P. Generalpriors Robert Prevost». Augustiniana (em alemão). 56 (3/4): 199–200. 2006. ISSN 0004-8003
- «Homilía de la Eucaristía de clausura: parroquia Santa Rita de Madrid, 26 noviembre 2006». Revista agustiniana (em espanhol). 48 (145): 189-193. 2007. ISSN 0211-612X